# Giancarlo Tognoni
Giancarlo Tognoni (Pisa, 22 giugno 1932 – Pisa, 13 dicembre 2020) è stato un incisore, pittore e scultore italiano.

## Biografia
Nacque a Pisa, ma continuò i suoi studi a Firenze, dove frequentò l'istituto d'arte della capitale toscana. Appena laureato, iniziò la sua attività come scultore e ceramista ed imparò più tardi le varie tecniche di incisione, dalla puntasecca all'acquaforte che lo portarono ad essere considerato uno dei più grandi artisti dell'arte dell'incisione italiana e straniera. Verso la fine del 1950, visse per un periodo di tempo a Parigi, dove incontrò Alberto Magnelli e Gino Severini e dove poté ammirare artisti come Jean Fautrier e Hans Hartung. È in questo periodo, che rappresenterà una stagione transitoria ma significativa, che Tognoni affronterà la pittura di segno e di materia. All'inizio degli anni 60, si spostò a Milano, dove iniziò a frequentare i circoli artistici della città, passando molto tempo alla "Spirale", la famosa stamperia. È qua che Tognoni incontrerà Giuseppe Ajmone e Franco Russoli con cui stabilì una forte amicizia. La collaborazione con Franco Russoli, direttore dell'Accademia di Brera, sarà molto importante permettendogli di mettersi in contatto con i maggiori artisti del momento, come Piero Manzoni e Lucio Fontana, e lo incoraggerà a partecipare in molte delle più importanti esibizioni e rassegne nazionali ed internazionali. Arrivarono così i primi significativi successi e riconoscimenti che lo accompagneranno per tutta la sua vita che nonostante ciò visse come artista appartato, lontano dai riflettori, raccolto nella propria creatività, oltre che studio e sperimentazione. Molti tra i maggiori critici italiani ed internazionali hanno scritto su di lui: Russoli, Ragghianti, Birke, Conrad Oberhuber, Santini, Monti, Venturi, Harprath, Freedberg, Bolelli, Nocentini, Perocco, Marchiori, Monteverdi, Miceli, Mugnoz, Carlesi, Gatto, Damiani, De Rosa, Federici, Settembrini, Di Martino, Triglia, Paloscia, Luperini, e molti altri. I suoi lavori si trovano in collezioni pubbliche e private: Firenze, Gabinetto disegni e stampe degli Uffizi; Vienna, Accademia Albertina; Parigi, collezione speciale alla Biblioteca nazionale di Francia; Pisa, Dipartimento di storia dell'arte, Università di Pisa "Collezione Timpano"; Barcellona, Fundació Joan Miró; Milano, Musei del Castello Sforzesco, collezione "A. Bertelli"; Venezia, International Gallery of Modern Art Ca'Pesaro; Washington, National Gallery of Art; Pisa, Scuola Normale Superiore di Pisa palazzo Puteano; Lucca, Museo nazionale di Villa Guinigi; Batavia (Illinois), Fermilab; Torino, Fondazione per la Scuola "Educatorio Duchessa Isabella della Compagnia di San Paolo"; Monaco, Staatliche Graphische Sammlung München; Oderzo, Fondazione Alberto Martini; Bagnacavallo, Graphics National Center; Carrara Accademia di Belle Arti; Trieste, Museo Revoltella.

## Onorificenze
- Il Fiorino (1966)
- Medaglia d'oro alla seconda Biennale Internazionale della Grafica a Firenze (1970)
- Primo premio nazionale Giuseppe Viviani per la grafica (1975)
- Premio internazionale "Ultimo Novecento" per un artista (1986)
- Onorato con la commenda dal Presidente della Repubblica Italiana (2002)
- Premio nazionale letterario Pisa